# Campeonato Paulista 1950
In 1950 werd het 49ste Campeonato Paulista gespeeld voor clubs uit de Braziliaanse staat São Paulo. De competitie werd georganiseerd door de FPF en werd gespeeld van 20 augustus 1950 tot 28 januari 1951. Palmeiras werd kampioen.

## Eindstand
| Plaats | Club                | Wed. | W  | G | V  | Saldo | Ptn. |
| ------ | ------------------- | ---- | -- | - | -- | ----- | ---- |
| 1.     | Palmeiras           | 22   | 13 | 6 | 3  | 45:22 | 32   |
| 2.     | São Paulo           | 22   | 13 | 5 | 4  | 54:26 | 31   |
| 2.     | Santos              | 22   | 13 | 5 | 4  | 47:34 | 31   |
| 4.     | Portuguesa          | 22   | 13 | 3 | 6  | 67:36 | 29   |
| 5.     | Corinthians         | 22   | 10 | 8 | 4  | 47:34 | 28   |
| 6.     | Guarani             | 22   | 9  | 5 | 8  | 34:41 | 23   |
| 7.     | Ypiranga            | 22   | 9  | 1 | 12 | 33:40 | 19   |
| 8.     | Juventus            | 22   | 7  | 4 | 11 | 35:45 | 18   |
| 9.     | XV de Piracicaba    | 22   | 6  | 5 | 11 | 30:40 | 17   |
| 10.    | Portuguesa Santista | 22   | 6  | 4 | 12 | 34:39 | 16   |
| 11.    | Nacional            | 22   | 4  | 4 | 14 | 20:55 | 12   |
| 12.    | Jabaquara           | 22   | 3  | 2 | 17 | 23:57 | 8    |

|  | Kampioen |

### Kampioen
| Campeonato Paulista de 1950    |
| São Paulo                      |
| ------------------------------ |
| PALMEIRAS Kampioen (12° titel) |

## Topschutter
| Speler            | Speler | Goals | Club       |
| ----------------- | ------ | ----- | ---------- |
| Vlag van Brazilië | Pinga  | 22    | Portuguesa |